# Памятник Чайковскому (Москва)
Памятник Чайковскому — памятник русскому композитору и дирижёру Петру Ильичу Чайковскому. Расположен в Москве, по Большой Никитской улице, дом 13, перед зданием Московской государственной консерватории.

## История памятника
В 1929 году по просьбе директора дома-музея П. И. Чайковского в Клину Николая Тимофеевича Жегина Верой Игнатьевной Мухиной был выполнен бюст композитора. Спустя 16 лет (в 1945 году) она получила персональный заказ на создание памятника Чайковскому в Москве, будучи уже признанным мастером и одной из немногих женщин-скульпторов в СССР.
Первоначальным планом В. Мухиной было стремление изобразить композитора, дирижирующего стоя. Но от этого варианта она была вынуждена отказаться, так как это требовало достаточно большого пространства (то есть для этого нужна была целая площадь, а не маленький дворик в центре Москвы), кроме того, дирижёрская деятельность не была единственной и основной в жизни Петра Чайковского.
Поэтому Мухиной был предложен второй вариант скульптуры, в которой Чайковский изображён сидящим в кресле перед пюпитром, на котором лежит раскрытая нотная тетрадь. Скульптор стремилась передать образ композитора в момент творческого вдохновения. Кроме того, особой деталью многофигурной композиции второго варианта была фигурка юного пастушка, символизирующая интерес композитора к народному творчеству.
Но даже второй вариант скульптуры, предложенный В. Мухиной, вызвал замечания. Негативную оценку художественного образа скульптуры дали композиторы Владимир Захаров, Михаил Чулаки и Тихон Хренников, скульптор Николай Томский. Прежде всего, замечания касались несколько статичной фигуры Чайковского, застывшей в неестественной напряжённой позе — «позе капельмейстера». Фигурку пастушка рекомендовано было убрать — по мнению современных специалистов, из опасений, что она будет прочитываться как намёк на гомосексуальность композитора: как осторожно выразился при обсуждении проекта композитор Виссарион Шебалин, такой элемент памятника дал бы «пищу для предположений совершенно ненужных». В одной из версий памятника на месте пастушка появилась (по предложению Б. В. Асафьева) фигура сидящего крестьянина, однако в ходе работы Мухина отказалась и от неё. Вместо человеческих фигур появилась драпировка сценического занавеса, выполненного из бронзы. Изменился и пьедестал — он стал больше и поменял цвет (с серого на красный).
В начале 1945 года первый завершённый вариант проекта памятника Чайковскому был отвергнут приёмной комиссией. Лишь через два года на заседании художественно-экспертного Комитета по делам искусств при Совете Министров СССР был принят второй вариант памятника. Однако ещё несколько лет не было решения об установке памятника, несмотря на то, что бронзовая фигура Петра Чайковского уже была отлита. Вера Мухина несколько раз обращалась с просьбой ускорить решение об установке памятника в различные инстанции, дважды писала И. В. Сталину. 26 сентября 1953 года тяжелобольная Мухина писала В. М. Молотову:

 Дорогой Вячеслав Михайлович, Вы получите это письмо, когда меня уже не будет в живых.<…> Поставьте моего Чайковского в Москве. Вы, может, помните, как на просмотре «Рабочего и колхозницы» мы с Вами спорили и Вы, наконец, мне поверили, поверили чутью художника. Я Вам ручаюсь, что эта моя работа достойна Москвы…

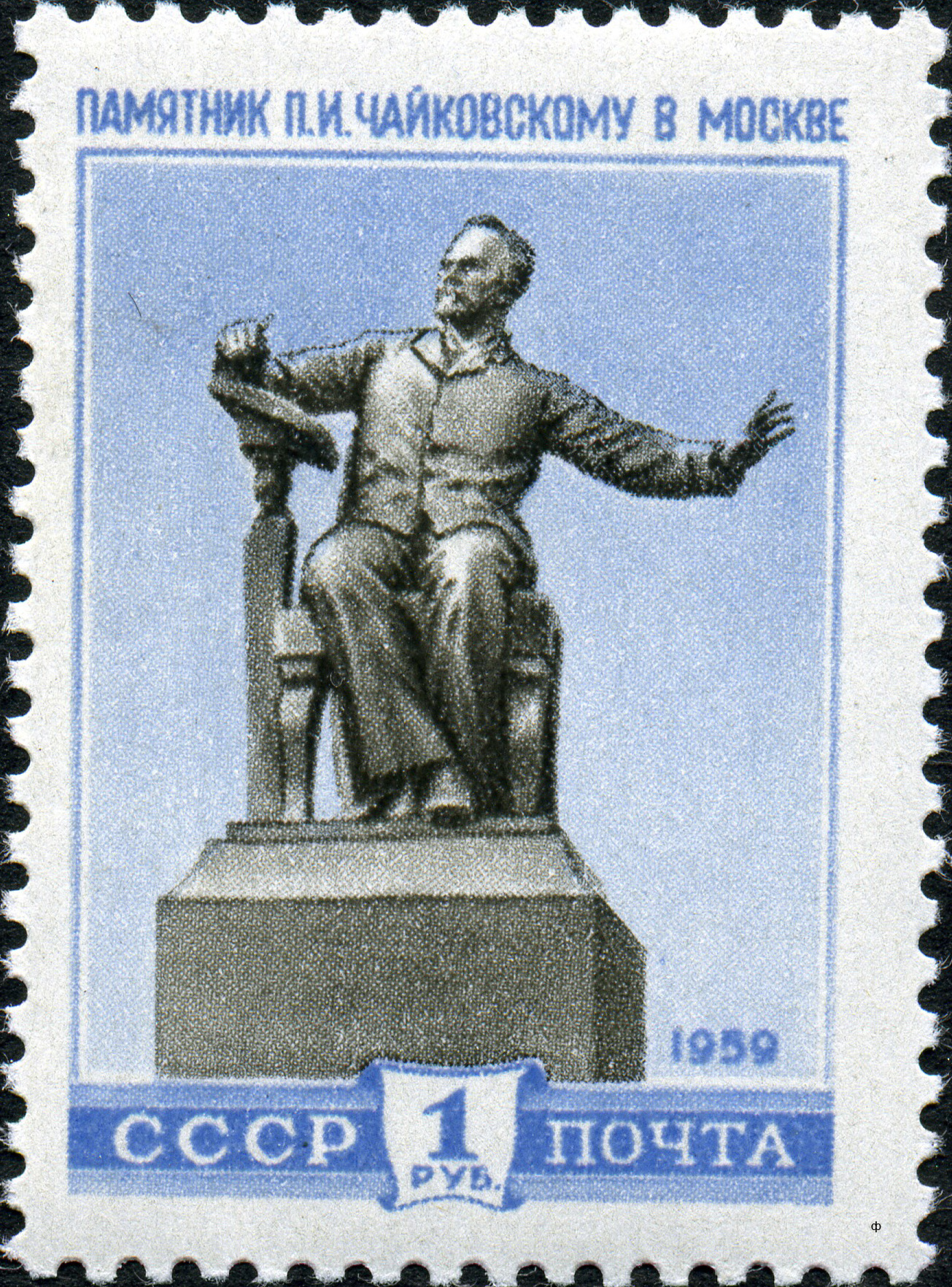

Скульптурная часть памятника была завершена учениками Мухиной З. Г. Ивановой и Н. Г. Зеленской, авторами постамента стали архитекторы А. А. Заварзин и Д. Б. Савицкий. Открытие памятника состоялось в 1954 году. Самой Вере Мухиной не удалось увидеть открытие памятника — она скончалась 6 октября 1953 года.
Памятник показан на 12 минуте фильма «Военно-полевой роман», в котором описываются более ранние послевоенные события (примерно 1948 или 1949 год).
В 2007 году по заказу Москомнаследия специализированной организацией «Центр реставрации» была проведена комплексная реставрация памятника Чайковскому. В ходе неё было не только улучшено состояние памятника и окружающих его элементов, но и обнаружено, что из руки композитора исчез карандаш, а из решётки — множество нотных знаков партитуры ограды. Скорее всего, эти инструменты понадобились студентам консерватории: согласно студенческой легенде, ноты с решётки памятника приносят не только отличные оценки в процессе учёбы, но и творческие удачи, а также успешную музыкальную карьеру в будущем.

## Описание памятника
Скульптура памятника Чайковскому выполнена из бронзы, пьедестал сделан из красного гранита. Сам композитор изображён сидящим в кресле перед пюпитром, на котором лежит раскрытая нотная тетрадь. Кажется, что правая рука с карандашом готова записать музыкальную фразу, а левая — отсчитывает ритмы её звучания. На передней стороне постамента написано: «Великому русскому композитору Петру Ильичу Чайковскому».
Рядом с памятником композитору расположена мраморная скамья с бронзовой решёткой в виде нотного стана, на которой размещены фрагменты музыкальных фраз из главных произведений Чайковского (начальные строки мелодий из оперы «Евгений Онегин», балета «Лебединое озеро», Шестой («Патетической») симфонии, Первого квартета, Скрипичного концерта и одного из романсов композитора — «День ли царит…»). На решётке также приведены инициалы композитора и даты рождения и смерти Чайковского. По её краям расположены арфы, декорированные драпировкой.

## Критическая оценка памятника
Резко негативную оценку памятнику дал писатель Константин Паустовский:

Если «святое» вдохновение «осеняет» (обязательно «святое» и обязательно «осеняет») композитора, то он, вздымая очи, плавно дирижирует для самого себя теми чарующими звуками, какие несомненно звучат сейчас в его душе, — совершенно так, как на слащавом памятнике Чайковскому в Москве. Нет! Вдохновение — это строгое рабочее состояние человека. Душевный подъём не выражается в театральной позе и приподнятости.
— Из повести К. Паустовского «Золотая роза»